# Старая ратуша (Бамберг)
Старая ратуша (нем. Altes Rathaus) — средневековая ратуша в епископском городе Бамберге.
Впервые ратуша упоминается в 1386 году, в XV веке она была достроена, в основном в готическом стиле. По проекту Иоганна Якоба Михеля Кюхеля в 1744—1756 гг. строение дополнилось элементами в стиле барокко и рококо, приняв современный вид. В ратуше стал располагаться музей, в котором находится богатая коллекция фарфора, переданная в дар Бамбергу известными меценатами Ирене и Петером Людвигами.
Ратуша уникальна в своём роде. Она была построена на искусственном острове на реке Регниц. В Средневековье река делила территорию на городские и епископские земли; долгое время шли споры, на чьих владениях строить ратушу. Создание искусственного острова и постройки на нём стало компромиссным решением проблемы.